# Estación de Glons
La estación de Glons es una estación de tren belga situada en Bassenge, en la provincia de Lieja, región Valona.
Pertenece a la línea  de S-Trein Lieja.

## Situación ferroviaria
La estación se encuentra en la línea 34 (Lieja-Hasselt).

## Intermodalidad
| Línea | Procedencia         | Parada     | Destino    |
| ----- | ------------------- | ---------- | ---------- |
| 73    | LIÈGE Saint-Lambert | LIERS Gare | GLONS Gare |
| 134   | LIERS Léopold       | LIERS Gare | GLONS Gare |